# Fishia derelicta
Fishia derelicta là một loài bướm đêm trong họ Noctuidae.